# Charvonnex
Charvonnex – miejscowość i gmina we Francji, w regionie Owernia-Rodan-Alpy, w departamencie Górna Sabaudia.
Według danych na rok 1990 gminę zamieszkiwały 704 osoby, a gęstość zaludnienia wynosiła 149 osób/km² (wśród 2880 gmin regionu Rodan-Alpy Charvonnex plasuje się na 978. miejscu pod względem liczby ludności, natomiast pod względem powierzchni na miejscu 1537.).